# Canton d'Évreux-Est
Le canton de Évreux-Est est une ancienne division administrative française située dans le département de l'Eure et la région Haute-Normandie.

## Histoire
Le canton a été créé en 1982 en scindant en trois l'ancien canton d'Évreux-Sud.

## Administration
| Période | Période | Identité            | Étiquette            | Qualité                                                  |
| ------- | ------- | ------------------- | -------------------- | -------------------------------------------------------- |
| 1982    | 2001    | Jean-Jacques Hubert | UDF                  | Avocat, conseiller municipal d'Évreux                    |
| 2001    | 2015    | Anne Mansouret      | PRG puis PS puis DVG | Vice-présidente du Conseil général Conseillère régionale |

## Composition
Le canton d'Évreux-Est regroupait douze communes et comptait 20 045 habitants (recensement de 1999 sans doubles comptes).
| Communes           | Population (2012) | Code postal | Code Insee |
| ------------------ | ----------------- | ----------- | ---------- |
| Évreux             | 51 198 (1)        | 27000       | 27229      |
| Fauville           | 315               | 27930       | 27234      |
| Fontaine-sous-Jouy | 749               | 27120       | 27254      |
| Gauciel            | 422               | 27930       | 27280      |
| Huest              | 606               | 27930       | 27347      |
| Jouy-sur-Eure      | 545               | 27120       | 27358      |
| Miserey            | 473               | 27930       | 27410      |
| Saint-Vigor        | 271               | 27930       | 27611      |
| Sassey             | 178               | 27930       | 27615      |
| La Trinité         | 96                | 27930       | 27659      |
| Le Val-David       | 744               | 27120       | 27668      |
| Le Vieil-Évreux    | 757               | 27930       | 27684      |

(1) fraction de commune.

## Démographie
| 2012   |
| ------ |
| 21 769 |